# Ретурнемер (озеро)
Ретурнемер (фр. Lac de Retournemer) — озеро в Ксонрупті, Вогези, Франція. На висоті 776 м його площа поверхні становить 0,05 км². Має площу 5 га, або близько 12,3 акрів.